# Métro léger d'Essen
Le métro léger (ou Stadtbahn) d'Essen est un réseau de métro léger qui dessert la ville allemande d'Essen.

## Réseau actuel

### Aperçu actuel
Le réseau compte trois lignes :
- U11: Gelsenkirchen-Horst – Essen-Altenessen – Universität – Berliner Platz – Essen Hbf – Rüttenscheid – Messe/Gruga
- U17: Berliner Platz – Essen Hbf – Holsterhausen – Margarethenhöhe
- U18: Mülheim Hbf – Rhein-Ruhr-Zentrum – Essen Hbf – Berliner Platz – Universität – Altenessen Karlsplatz